# Mulan
Mulan er en amerikansk animationsfilm fra 1998, som er produceret af Walt Disney Feature Animation og udgivet af Walt Disney Pictures. Historien er baseret på den kinesiske legende om heltinden, Hua Mulan, og filmen er studiets 36. animerede film og den 9. i rækken af film, der blev produceret og udgivet under Disneys renæssance. Filmen er instrueret af Tony Bancroft og Barry Cook, og skrevet af Robert D. San Souci og Rita Hsiao, m.fl. Filmens originale voice-cast inkluder Ming-Na Wen og Eddie Murphy, mens Pernille Højgaard, Stig Rossen og Jan Gintberg er i det danske voice-cast. Jackie Chan lagde desuden stemme til kaptajn Li Shang i den kinesiske udgave af filmen.
Filmen blev udgivet den 5. juni 1998 i USA, og den 13. november 1998 i Danmark.
Mulan var den første ud af tre animerede film, som blev produceret primært i Disney-animationsstudiet Disney-MGM Studios (nu Disney's Hollywood Studios), som ligger i forlystelsesparken Walt Disney World Resort in Bay Lake, Florida. Udviklingen af filmen begyndte i 1994, da en gruppe af kunstneriske supervisorer tog til Kina for at finde kunstnerisk og kulturel inspiration til filmen. Mulan blev modtaget yderst positivt af anmeldere og publikum, som især roste animationen, plottet, karaktererne og musikken, og filmen indtjente omkring 2 mia. kr. verdenen over. Filmen modtog en Golden Globe- og Oscar-nominering, begge for bedste musik, og vandt adskillige Annie Awards, inklusiv for bedste animerede spillefilm. Den blev efterfulgt af Mulan 2 i 2004, en direkte-til-video efterfølger og en live-action genindspilning, instrueret af Niki Caro, der havde premiere i efteråret 2020.

## Handling
Da hunnerne, ledet af Shan Yu, invaderer Kina under Han-dynastiet, befaler Kinas kejser, at hver familie i Kina skal stille med én mand til den kinesiske hær i kampen mod hunnerne.
I en landsby langt væk fra den kinesiske mur, bor Fa Mulan, som er ved at gøre sig klar til sit møde med ægteskabsmægleren; en vigtig tradition, som kan være afgørende for om Mulan kan blive gift eller ej. Mulans møde går dog grueligt galt, og hun må skuffet og skammeligt vende hjem. Mulans far, Fa Zhou, finder og trøster Mulan, inden de bliver afbrudt af trommer, der annoncerer ankomsten af kejserens rådgiver, Chi-Fu. Landsbyen samles, og Chi-Fu bekendtgør at alle familier i Kina skal stille med én mand til at indtræde i kejserens hær mod hunnerne. Fa Zhou skal stille for sin familie til trods for sin skade fra tidligere militærtjeneste og trods protester fra Mulan og hendes familie. Senere på aftenen diskuterer familien igen Fa Zhous indtræden uden noget positivt resultat. Mulan gemmer sig udenfor og efter at have set hvor ked af det hendes mor også er over situationen og for at skåne sin far, beslutter Mulan sig for at træde i sin fars sted. Hun skærer sit hår af, ifører sig sin fars rustning, og rider afsted mod det militære samlingslejr. Ganske kort efter opdager hendes familie at hun er taget afsted, men de indser at de intet kan gøre for at stoppe hende uden at det kan have dødelige konsekvenser.
Den følgende morgen, hvor familiens ånder i deres bedetempel samles, diskuterer ånderne, hvordan de bedst kan hjælpe Mulan og familien, og det besluttes at sende den Den Store Stendrage afsted for hjælpe. Ånderne sender dragen Mushu, som grundet sin ubetænksomhed og klodsethed, er blevet degraderet fra skytsånd til gongong-trommer, afsted for at vække Stendragen til live. Mushu kommer i sin ivrighed dog til at ødelægge statuen af Stendragen, og han beslutter sig for at tage efter Mulan, sammen med fårekyllingen Cri-Kee, for ikke at blive afsløret, og med håb om at hans eventuelle triumf vil kunne vække hans tillid hos ånderne igen.
Mulan er nu ankommet til udkanten af militærlejren, og gør sig klar til at indtræde, da Mushu dukker op og de begiver sig sammen ind i lejren med Mushu gemt i Mulans rustning. Inde i lejren forsøger Mulan, med hjælp fra Mushu, at falde ind blandt de andre mandlige soldater, dog uden held. Hun møder også de tre mænd Yao, Chien-Po og Ling, samt lejrens kaptajn, Li Shang, som skal optræne de nye rekrutter.
Morgenen efter begynder rekrutternes træning, anført af kaptajn Shang, som ikke er synderligt imponeret over soldaternes styrke og kunnen. Alle soldaterne kæmper hårdt, og især Mulan, som intet rigtigt lykkedes for. Efter et stykke tid, hvor Mulan ikke har forbedret sig, beder Li Shang hende om at rejse hjem, hvilket giver hende motivation til endelig at overkomme de hårde prøvelser, og hun og soldaterne gør nu endelig fremskridt, og de er klar til at drage i krig.
Soldaterne drager først mod Tong Shao-passet, hvor resten af lejren skulle vente, men ved ankomsten er lejren brændt ned og ødelagt af Shan Yu og hunnerne. Soldaterne drager videre, men får deres position afsløret, da Mushu kommer til affyre en raket, hvilket indleder et bagholdsangreb fra Shan Yu og hans hær. Shangs hær flygter, men Mulan affyrer en raket mod et stort sneklædt bjerg, hvilket udløser en lavine, som indhenter og overdynger Shan Yus hær. Shangs folk formår at gemme sig bag en klippe, og Mulan når at redde Shang for at falde udover klippekanten. Efter at være i sikkerhed efter lavinen, besvimer Mulan, da hun blev snittet i maven af Shan Yus sværd.
Under hendes lægebehandling bliver det opdaget at Mulan faktisk er en kvinde, men da hun kort tid forinden reddede Shangs liv, vælger han at skåne hendes, og hun bliver efterladt i sneen, mens resten af hæren begiver sig videre mod hovedstaden. Mulan opdager nu til sin forfærdelse at Shan Yu og hans hær overlevede lavinen, og at de også er på vej efter soldaterne. Mulan skynder sig til hovedstaden for at advare Shang og de andre soldater.
Shang og soldaterne deltager i et optog gennem byen, og Shang afviser Mulans påstand om hunnerne. Da optoget når til kejserens palads, bryder hunnerne frem og tager kejseren til fange, og blokerer dørene. Mulan får overtalt Yao, Chien-Po, Ling og Shang til at trænge ind på paladset ved at klatre op af søjlerne i bygningen. Gruppen formår at trænge ind til kejseren og Shan Yu, hvor Shang og Shan Yu kæmper, mens Yao, Chien-Po og Ling redder kejseren i sikkerhed. Mulan overtager kampen mod Shan Yu, og kampen fortsætter oppe på paladsets tag, hvor Mulan med hjælp fra Mushu og en stor raket får Shan Yu skubbet af taget og dræbt. Gruppen stilles nu for kejseren, som overraskende vælger at rose Mulans mod og sammen med resten af soldaterne og beboerne i byen, bukker de for hende. Mulan får overrakt kejserens segl og Shan Yus sværd.
Hjemme i familiens have, sidder Fa Zhou, da Mulan vender hjem, og han tager glædeligt imod hende, og til trods for hendes imponerende gaver fra kejseren er han mest lykkelig over at hun er hans datter. Kort tid efter træder Shang ind i haven også, under det påskud at Mulan havde glemt sin hjelm, og efter invitation bliver han til middag.
I familiens bedetempel er ånderne imponeret over Mushus vellykkede mission, og de indvilliger i at lade ham blive skytsånd igen.

## Skuespillere
| Rolle           | Engelske skuespillere                        | Danske skuespillere |
| --------------- | -------------------------------------------- | ------------------- |
| Mulan           | Ming-Na Wen (tale) Lea Salonga (sange)       | Pernille Højgaard   |
| Shang           | BD Wong (tale) Donny Osmond (sange)          | Stig Rossen         |
| Mushu           | Eddie Murphy                                 | Jan Gintberg        |
| Shan-Yu         | Miguel Ferrer                                | Lasse Lunderskov    |
| Yao             | Harvey Fierstein                             | Benny Hansen        |
| Ling            | Gedde Watanabe (tale) Matthew Wilder (sange) | Jacob Morild        |
| Chien-Po        | Jerry S. Tondo                               | Morten Remar        |
| Fa Zhou         | Soon-Tek Oh                                  | Holger Munk         |
| Fa Li           | Freda Foh Shen                               | Karen-Lise Mynster  |
| Bedstemor Fa    | June Foray (tale) Marni Nixon (sange)        | Ghita Nørby         |
| Chi-Fu          | James Hong                                   | Per Pallesen        |
| Ægteskabsmægler | Miriam Margolyes                             | Ulla Jessen         |
| Første forfader | George Takei                                 | Ulrik Cold          |
| Kejseren        | Pat Morita                                   | Søren Elung Jensen  |

Andre er: Karen-Lise Mynster, Stig Hoffmeyer, Peter Aude, Peter Holst-Bech, Michelle Bjørn-Andersen, Dennis Hansen, Søren Ulrichs, Pernille Bruun, Peter Røschke, Kit Eichler

## Sange
- "Bring os ære" Sunget af: Pernille Højgaard, Pernille Bruun, Malene Nordtorp, Ghita Nørby og Airborne
- "Spejlbilledet" Sunget af: Pernille Højgaard
- "Rigtige mænd" Sunget af: Stig Rossen, Morten Remar, Benny Hansen, Jacob Morild, Jan Gintberg, Pernille Højgaard og Airborne
- "En pige værd at kæmpe for" Sunget af: Benny Hansen, Morten Remar, Jacob Morild, Pernille Højgaard, Per Pallesen og Airborne

## Fodnoter
1. ↑   J. Lau. "Ode to Mulan". Hentet 2007-08-11.
2. ↑  "Mulan Disney VHS Release". The Walt Disney Company. Arkiveret fra originalen 30. oktober 2007. Hentet 2007-09-08.
3. ↑  D'Alessandro, Anthony (4. august 2020). "'Mulan' Going On Disney+ & Theaters In September; CEO Bob Chepak Says Decision Is A "One-Off", Not New Windows Model". Deadline Hollywood. Hentet 4. august 2020.